# 得閒飲茶
《得閒飲茶》是一部2006年上映的香港電影，由“六師弟”林子聰執導，由方力申、林雪、林家棟領銜主演。是劉德華主辦的亞洲新星導計劃的其中一套電影。
故事講述電視主持Karen被普通白領Man追求，Karen卻把Man當作“觀音兵”。最後Karen被新歡拋棄，此時在找回Man，但Man已經不再理會。

## 片名含意
「得閒飲茶」是廣東和香港的俚語，卻擁有兩個相反的詞義，一是照字面解釋“找個時間坐下來談談吧”，另一個則是“我們最好不要再見面了”。片名反映了時下年輕人不重視溝通，就算有也只是很片面的溝通。

## 演员表
| 演員   | 角色             |
| 方力申 | 陳偉文           |
| 梁慧恩 | Karen            |
| 林家棟 | 李sir            |
| 林雪   | 陳偉文父         |
| 元秋   | 陳偉文母         |
| 陳國坤 | 康仔             |
| 陳美詩 | 詩詩             |
| 錢昇瑋 | 文老細           |
| 馮梓瑩 | Disco索女        |
| 張頴康 | 演歌者           |
| 劉德華 | 大隻佬 / 獄警333 |
| 潘恆生 | 肥仔舞王         |